# 시모노고촌 (아이치현)
시모노고촌(下之郷村)은 아이치현 니시카스가이군에 설치되었던 촌이다. 현재의 기요스시에 해당한다.